# 楠城華子
楠城 華子（なんじょう はなこ、1980年4月2日 - ）は、日本の保育士、女優、歌手およびモデルである。旧芸名、六條 華。山口県下関市生まれ。血液型はO型。元ブルガリア観光親善大使。

## 来歴・人物
桜蔭高校出身で在学時は鉄緑会にも通っていた。1999年、東京大学教養学部文科一類に入学した。2004年、東京大学法学部を卒業した（蒲島郁夫ゼミ出身）。家族構成は父、母、兄の4人。好きな言葉は「一発逆転」。
- 六條 華（ろくじょう はな）として『週刊現代』などのグラビア掲載などで一躍有名になるが、2005年に、とある盗撮被害を機に、前所属事務所に移籍し、芸名を楠城華子に戻した。
- 2007年に独立し、女優の松田佳子と共に個人事務所「楠城華子事務所ぐうふら」を設立した。
- 高校・大学の先輩に菊川怜がいる。
- 外国為替証拠金取引に凝っている。
- 母親の影響でバレエやピアノやを幼少期から学ぶ。クラシックを主に演奏し、YouTubeでもその腕前を披露した。
- 気になる人物の1人に佐藤優を挙げ、産經新聞社で対談が実現した。「タイプの男性」であることもブログで明かしている。
- 身長もさることながら、手足が大きいことを気にしている。
- 1999年の第3回ミス東大コンテストに出場するも落選している（ちなみに1999年度ミス東大は大竹詠子）[2]。
- 2007年秋にはロシア人女性監督の短篇映画“Hallucination”に主演した。
- 教育問題にも関心があり、2008年10月よりYouTubeやYahoo!動画オフィシャルサイトなどで『楠城華子の勝手に英語ノート』と称して小学生向けの英会話動画を配信し始めた。
- 2010年9月 保育士試験筆記試験に合格した[3]。
- 2010年9月23日、一般人男性と結婚した[4][5]。
- 2010年11月22日　妊娠と保育士試験合格を発表した[6]。
- 2011年3月27日午前9時半、神奈川県内の病院で第一子となる男児（3,220グラム）を出産した[7]。

## 出演

### テレビ
- 土曜ワイド劇場「温泉若おかみの殺人推理11 加賀山代温泉〜東尋坊 永平寺に殺意の哀歌...密室トリックが解く“陰笛”の謎」- ゆめ乃 役（2002年10月12日、テレビ朝日）
- 愛のエプロン（深夜時代・テレビ朝日）
- 平成教育2005予備校（フジテレビ）
- 壮絶バトル!花の芸能界（日本テレビ）
- 銭形金太郎（テレビ朝日）
- クエス・ファイブ（テレビ東京）
- 世界バリバリ☆バリュー（毎日放送制作、TBS）
- たかじんのそこまで言って委員会（2006年2月 - 2007年3月、よみうりテレビ）
- 神言基地 〜HOLIDAY TV〜(2006年、テレビ大阪)
- 全員正解あたりまえ!クイズ（2006年1月11日、TBS）
- あさパラ!（2006年1月14日、よみうりテレビ）
- SASUKE（TBS）
- クイズ!ヘキサゴンII（フジテレビ）
- ラジかるッ（2007年4月13日、日本テレビ）
- 女神のハテナ (2007年6月12日、日本テレビ）
- Watch Me! TV (2009年2月16日　BSフジ)
- ギリギリ超特Qハゲしい女神たち（2010年5月14日 - ？、テレビ埼玉）

### 映画・Vシネマ
- まいっちんぐマチコ先生 東大お受験大作戦!!（2006年） - 主演・麻衣マチ子 役
- 夢十夜 海賊版（2007年）※「第10夜」 - 主演・キャバクラ嬢 役
- 女囚 07号玲奈（2007年） - 主演・如月玲奈 役
- 修羅の妻(おんな)たち 〜射殺者の妻、その愛〜 (2008年） - 主演・紀子 役

### インターネット
- 伊東友香と楠城華子のゆかはなランチ（あっ!とおどろく放送局）2007年7月 - 2008年6月

### ラジオ
- 伊東友香と楠城華子のYuka◆Hana Cafe（InterFM）2005年8月 - 2007年9月
- Jam The World　ゲスト（2009年2月20日、J-WAVE）

### 舞台
- メモリーズ2 - ジェニー博士 役
- 草莽崛起!高杉晋作と騎兵隊（2007年） - 芸者おうの 役

## 写真集
- Hanna Rokujoh（2003年10月、朝日出版社、撮影：立木義浩）ISBN 978-4255002453
- Xahha華 Message from Heart（2003年10月、竹書房、撮影：小塚毅之）ISBN 978-4812413258
- GRACE（2006年2月24日、リイド社、撮影：小林旭日）ISBN 978-4845828999
- S→M（2008年4月25日、彩文館出版、撮影：野川イサム）ISBN 978-4775603086

## 雑誌
- VoCE 週刊現代 グラビア掲載

## DVD
- OPEN MY FLOWER六條華（2004年、英知出版）
- 気まぐれムービーショー（2006年、ネットフロンティア）
- パーフェクトボディ 楠城華子 GOLD（2006年、ティーエムシー）
- パーフェクトボディ 楠城華子 TATOO（2006年、ティーエムシー）
- CRYSTAL（2006年、アートポート）
- 女囚 07号玲奈（2006年、アートポート）
- 修羅の妻（おんな）たち 射殺者の妻、その愛 主演・紀子役（2008年、GPミュージアムソフト）

## CD
- 気まぐれワンマンショー（2005年、クラフト）
- LOCK ON（2006年、クラフト）

## GMX
- OPEN MY FLOWER（フォーサイド・ドット・コム）